# 三王寺
三王寺，又译作三帕雅寺或桑帕耶寺是一座位于曼谷拍那空县三帕雅寺区的三级普通型皇家寺庙。当地居民将这座寺庙称为萨寺（Wat Sak）或邦坤普罗姆寺（Wat Bang Khun Phrom），据推测它是在大城王国时期作为首都而建造的。建筑物的建造和修复已按顺序进行。

## 建筑景观
寺庙屋顶有两层，覆盖着中国风格的琉璃瓦。山墙框架定期镶嵌琉璃瓦。屋顶的两个颈部画有中国风格的绘画。上部饰有灰泥图案，附于釉面瓷杯上。屋顶的斜檐上交替镶嵌着班加隆杯与瓷杯。